# Дубянский, Александр Яковлевич

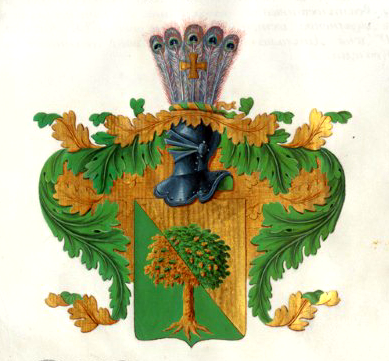
Герб рода Дубянских

Александр Яковлевич Дубянский (1771 — 20 марта 1851) — российский военный деятель, полковник, участник Отечественной войны 1812 года.

## Биография
Родился 4 (15) июля 1771 года. Происходил из потомственных дворян, сын известного масона Якова Фёдоровича Дубянского. Его дедом был Фёдор Яковлевич Дубянский — духовник императриц Елизаветы Петровны и Екатерины II.
Образование получил в Сухопутном шляхетском кадетском корпусе. В чине подполковника проходил службу в Тобольском полку. Участник Голландской экспедиции 1799 года, был в плену у французов. Эти страницы военной карьеры Дубянского отражены в написанных им "Записках военнопленного российского штаб-офицера во время голландской экспедиции 1799 года"
В 1801 году в чине полковника вышел в отставку.
В 1812 году снова принят на военную службу, создавал ополчение Шлиссельбургского уезда и после его формирования стал его начальником. Одновременно, был назначен командиром 3-й дружины Петербургского ополчения.

Участвовал в сражениях при Полоцке, Смолянах, Чашниках. За сражение под Полоцком Дубянский был награждён орденом Святого Георгия 4-й степени:
В воздаяние ревностной службы и отличия, оказанного в сражении против французских войск 1812 года октября 6, 7 и 8 при Полоцке, где храбростию своею, мужеством и приверженностию к отечеству подавал собою пример подчиненным и поощрял воинов в неустрашимости, с коими, бросаясь отважно на неприятеля, вытеснил его из укреплений, построенных под самым городом и, нанеся ему значительный вред, заставил отступить до самой реки Полоты.
Участник Заграничных походов русской армии 1813—1814 годов. После взятия Данцига был назначен военным обер-полицмейстером этого города
За храбрость награждался в эти компании золотой саблей с надписью «За храбрость», орденами Святого Станислава 4-й степени, Святой Анны 2-й степени с алмазами, Святого Владимира 4-й степени с бантом.
После войны жил в своём имении, избирался Шлиссельбургским уездным предводителем дворянства. Продав в 1817 году треть земель имения Шапки, он в 1835 году около деревни Надиной, на берегу озера Долгое, основал новую усадьбу, назвав её Александровской. В гостях в Надине летом 1851 года оказался 11-летний Пётр Чайковский, незадолго до того определённый в подготовительные классы Императорского училища правоведения. Мальчику очень понравилась эта местность. В письме к родителям он дал её описание (на французском языке):

Дом на холме, напротив идёт аллея к озеру, в котором много рыбы; налево от аллеи около озера птичий двор. С другой стороны дома — маленькая деревня. Издали видна церковь, в которой похоронен основатель деревни, отец госпожи Марковой, который умер в марте этого года.
Мемориальная доска, напоминающая об эпизоде детства великого композитора, установлена на доме, построенном в послевоенное время на месте сожжённой усадьбы.
А. Я. Дубянский умер 30 марта (11 апреля) 1851 года в селе Покровское Шлиссельбургского уезда.
Имя Дубянского, вместе с именами других участников войны 1812 года, было внесено на мраморные плиты Храма Христа Спасителя в Москве.

## Семья
Жена (с 7 января 1803 года) —  Екатерина Александровна Зольмен Цигилин (1783— ?), лютеранка, дочь обер-гофшталмейстера двора бывшего герцога Курляндии. Дети:
- Елизавета Александровна (16.07.1803[8] — 21.07.1803)
- Любовь Александровна (1807—16.04.1891), замужем за Петром Ивановичем Марковым, ей перешла усадьба  Александровская.
- Георгий Александрович (1801-1829)

## Награды
- Орден Святого Станислава 4-й степени;
- Орден Святой Анны 2-й степени с алмазами (21.08.1815);
- Орден Святого Владимира 4-й степени с бантом;
- Золотое оружие «За храбрость» (01.04.1813);
- Орден Святого Георгия 4-й степени (03.01.1813);
- Орден Святого Владимира 3-й степени (08.12.1821).